# NGC 5759
NGC 5759 (другие обозначения — UGC 9525, MCG 2-38-12, ZWG 76.44, ARAK 460, IRAS14448+1339, PGC 52797) — галактика в созвездии Волопас.
Этот объект входит в число перечисленных в оригинальной редакции «Нового общего каталога».